# Oenkerk
Oenkerk (officieel, Fries: Oentsjerk, [’u.əntsjɛrk]) is een dorp in de gemeente Tietjerksteradeel, in de Nederlandse provincie Friesland.
Het ligt ongeveer 13 kilometer ten noordoosten van Leeuwarden. Oenkerk is van oorsprong het middelste dorp in de streek Trijnwouden. In 2023 telde het dorp 2.060 inwoners.

## Geschiedenis
Oenkerk werd in 1408 voor het eerst vermeld, als Ontzerka. In 1486-1487 werd het vermeld als oentzercka, in 1502 als Oenzerka, in 1579 als Oentzierck en vanaf 1786 komt de spelling Oenkerk voor. De plaatnaam wijst waarschijnlijk naar de eigenaar of stichter van de kerk (Oudfries: tzercka) die Oene zou geheten hebben.

## Dorp van states
In het verleden heeft Oenkerk vijf states gekend. Van deze vijf zijn er twee nog volledig intact en in het park van een derde is het moderne senioren-complex Van Welderenstate gevestigd. Van de andere twee is nagenoeg niets meer terug te vinden dan een straatnaam en een boerderij op de locatie.
De states zijn:
- Stania State: Een goed voorbeeld van een Friese state, gelegen in het Stania Park aan de Rengersweg, het deel van de Rengersweg dat afsplitst van de N361. In Oenkerk is de Staniasingel naar deze state vernoemd.
- Unia State: Wit landhuis dat dienst heeft gedaan als doktershuis. Het is gelegen aan de hoek van de Dokter Kijlstraweg met de Rengersweg. De Uniasingel is naar deze state vernoemd en dient niet te worden verward met de Uniastate in Beers.
- Heemstra State: Afgebroken. In het Heemstrapark is het senioren-complex Van Welderenstate (het vroegere Nieuw Heemstra State) gevestigd. Ook vinden op deze locatie meerdere kleine bedrijven een onderkomen. Het Heemstrapark ligt aan de Rengersweg en deelt Oenkerk in 2 delen. De Heemstrasingel is naar deze state vernoemd.
- Andringahuis: Afgebroken. Het heeft ongeveer op de hoek van de Rengersweg met de Wijnserdijk gelegen (waar thans de voormalige Friesland Bank staat). De Andringasingel is naar deze state vernoemd.
- Eysinga State: Afgebroken. Als men over de Rengersweg Oenkerk uitrijdt en de N361 (die in Oenkerk Rengersweg heet) richting Dokkum vervolgt, ziet men schuin tegenover Stania State een kleine boerderij. Op deze locatie heeft de Eysinga State gestaan. In Oenkerk is geen straat naar deze state vernoemd, echter in het nabijgelegen Oudkerk kent men het Eijsingapad, een smalle weg die uit de richting van Oenkerk naar de zuidoost kant van Oudkerk loopt.

## Sport

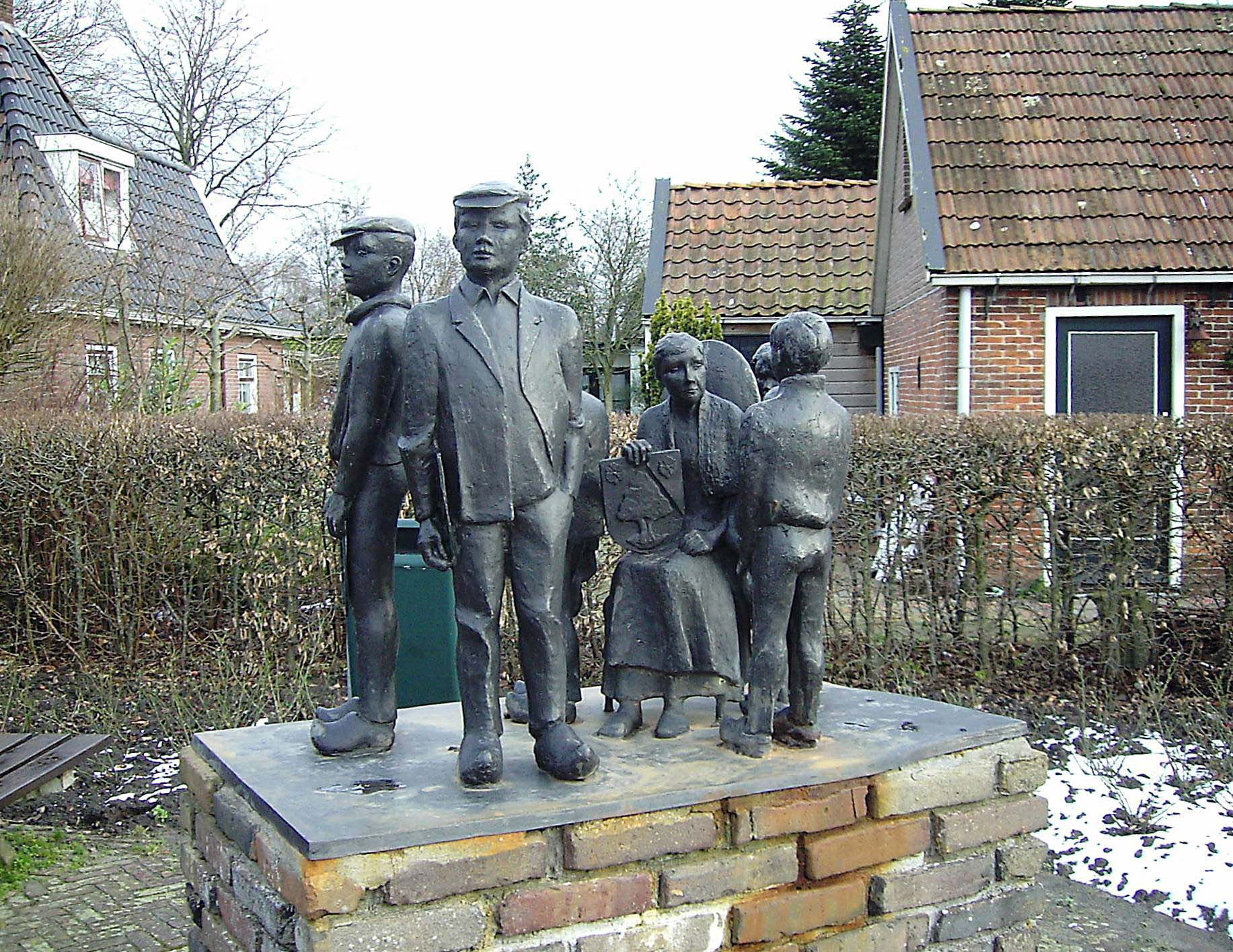
Beeld Tryntsje en har sân soannen, een ode aan de stichtingslegende van de streek

Oenkerk had tot 2009 twee voetbalverenigingen, de zaterdag-afdeling Trynwaldster Boys en de zondagafdeling vv Trynwalden. Deze zijn inmiddels gefuseerd tot VC Trynwâlden. Ook is er de korfbalvereniging Kv DFD.

## Onderwijs
Oenkerk kent de OBS De Opstap en de christelijke basisschool De Paadwizer. Er is een vestiging van PTC+ (Aeres).

## Geboren
- Age Tjepke Ruurd Sixma van Heemstra (1801-1862), bestuurder